# STEAM
El término STEAM procede del inglés science, technology, engineering, arts and maths. Es un tipo de educación que integra las disciplinas de ciencias, tecnología, ingeniería, artes y matemáticas.

## Historia
En la década de los 90 la Fundación Nacional para la Ciencia en Estados Unidos comienza a utilizar el término STEM. El objetivo de este movimiento era incentivar el interés de los estudiantes por las carreras científico-técnicas.
Más tarde, en 2006, Georgette Yakman acuña el término STE(A)M, añadiendo la educación artística al modelo educativo para dotarlo de un mayor peso creativo, quedando convertido en STEAM. En 2008 se introdujo el término STEAM para plantear un nuevo paradigma educativo en el que la ciencia y tecnología se aúnan con las artes. El término STEAM se trata de un modelo de aprendizaje interactivo y constructivista, basándose en el trabajo colaborativo y el desarrollo de proyectos. La educación STEAM es un paradigma general de aprendizaje, que fomenta el aprendizaje a lo largo de la vida; es una educación práctica y realista.
La integración de la educación artística en la corriente STE(A)M aborda una nueva forma de aprendizaje convirtiendo las ganas de saber en el punto de partida para guiar el conocimiento y la búsqueda de satisfacción personal, aportando al docente el rol de cuestionar, ayudando a su desarrollo como investigador. Según Sousa y Pilecki, la creatividad, la capacidad crítica, la resolución de problemas, la competencia comunicativa y la autonomía, son destrezas que se ven favorecidas gracias a las artes.
Actualmente la educación STEAM es fomentada por distintas organizaciones y autores por los siguientes argumentos:
- Tienen el potencial de mejorar las puntuaciones en el ranking PISA con la inclusión de la resolución de problemas.
- Abren la posibilidad de incrementar la innovación.
- Crea trabajadores más capaces de integrar distintas disciplinas y trabajar de manera colaborativa.
- Mejora de la economía por la mejora de la competitividad de los profesionales y el incremento de la innovación.

## Definición
La Educación STEAM como metodología parte de un problema con el que se pretende despertar el interés del alumnado a través de la búsqueda de soluciones.
Esto nos conduce al objetivo de la Educación STEAM: proporcionar estrategias y recursos para el desarrollo que capaciten al alumnado para convivir en la civilización del siglo XXI, fomentando el progreso científico-tecnológico.

## Características
- Aprendizaje contextualizado: las situaciones educativas se presentan relacionadas con el mundo real.
- Finalidad concreta: resolución de problemas que conectan con los intereses de los alumnos.
- Aprendizaje competencial (saber, saber hacer, saber ser).
- Multidisciplinariedad y globalidad: se establecen conexiones entre las diferentes materias del currículo.
- Estudiante activo y protagonista.
- Docente como facilitador y guía.
- Aprendizaje cooperativo.
- Motivador.
- Emplea las TIC.
- Valora el progreso más que el resultado.[11]

## Competencias STEAM
La Educación STEAM implica un aprendizaje transversal de las distintas disciplinas englobadas, sus elementos representativos son:
- Enfoque interdisciplinario.
- Habilidades sociales para resolver problemas.
- Estrategias creativas.
- Oportunidades y desafíos digitales.
- Capacidades integrales del equipo humano.

Las competencias clave son la combinación de conocimientos, capacidades y actitudes. El aprendizaje por competencias implica un cambio en la estructura tradicional académica, dando a la educación un enfoque interdisciplinar.
En el currículo vigente en España destaca la competencia clave de la LOMCE competencia matemática y competencias básicas en ciencia y tecnología, CMCT, relacionada con las competencias del aprendizaje STEM. A nivel europeo el Consejo de la Unión Europea (2018) destaca la competencia matemática, ciencia, tecnología e ingeniería por su relación con la educación STEM.
La educación STEAM tiene un enfoque multidisciplinar y busca el desarrollo de todas las competencias presentadas por el Consejo de la Unión Europea. La competencia que más se logra desarrollar con la educación STEM es en la científica. El enfoque multidisciplinar de la educación STEAM logra desarrollar más competencias clave. Para trabajar globalmente las competencias clave se sugiere utilizar el aprendizaje basado en proyectos STEAM con formato KIKS.

## STEAM en el currículo

### Educación infantil
Actualmente ha adquirido mayor importancia la necesidad de incluir los conocimientos STEAM en la educación, especialmente desde edades tempranas para que los niños/as conozcan y comprendan conceptos del entorno tecnológico que nos rodea con la finalidad de evitar estereotipos y otros obstáculos a posteriori en estos campos. Nos tiene que quedar claro, que el alumnado de educación infantil no ha adquirido todavía un pensamiento abstracto, por lo que la mejor manera de enseñar los contenidos es a través de la experiencia vivencial y los sentidos. Por medio de la experiencia y la observación directa el alumnado comienza a reflexionar. 
Los niños y niñas nacen con una curiosidad innata y preguntan continuamente casi diariamente el porqué de las cosas. Mediante la investigación, tienen la posibilidad de aumentar sus conocimientos incrementando así su capacidad para desarrollar nuevos conceptos a través de las interacciones con el entorno. Por lo tanto, la educación STEAM permite al docente de educación infantil captar la atención e interés de los niños apoyándose en aspectos científicos, físicos y sociales. Son muchos los conocimientos y competencias que pueden trabajarse con los alumnos/as de forma motivadora y lúdica mediante STEAM, algunos de los más representativos son:
- Aprendizaje significativo que parten de los conocimientos previos de los alumnos.
- Aprendizaje comprensivo, a través de situaciones cotidianas.
- Aprendizaje colaborativo donde se desarrollan habilidades sociales y de comunicación.
- Aprendizaje activo, los alumnos trabajan en la resolución de problemas desarrollando el pensamiento crítico y creativo.
- Adquisición de conocimientos y habilidades lógico-matemático.
- Aprendizaje sobre el uso de las tecnologías y comunicación.
- Desarrollo de la inteligencia kinestésica y en la coordinación de los alumnos.
- Conocimientos y habilidades STEM.
- Desarrollo de competencias creativas.

El trabajo de la competencia tecnológica no solo busca fomentar la adquisición de conocimientos al respecto sino desarrollar destrezas comunicativas, de trabajo en equipo y confianza en sí mismos.
Respecto a la labor del docente, se podría calificar de facilitador, permitiendo que los estudiantes sean más autónomos y decidiendo cuando necesitan ayuda para cumplir un objetivo. Sabiendo que los alumnos aprenden unos de otros, realizando así un aprendizaje colaborativo.

### Educación Primaria
La ley educativa en vigor en España conocida por sus siglas como LOMCE, así como la ley educativa anterior LOE, definen el currículo como el documento regulador de los elementos integrados en cada enseñanza y lo estructura en: objetivos, contenidos, criterios de evaluación, estándares de aprendizaje evaluables, metodología didáctica y competencias.
Una de las modificaciones de la LOMCE con respecto a la LOE fue redefinir las competencias básicas. Una de estas competencias clave muy relacionada con la educación STEAM es la competencia matemática y competencias básicas en ciencia y tecnología o CMCT. Si nos centramos en los contenidos, en el currículo encontramos diversos contenidos de las distintas asignaturas relacionados con la educación STEAM.

### Estudios Superiores
En la actualidad, el enfoque STEAM ha ido tomando mucha relevancia en el ámbito de la educación superior y es una realidad que esta metodología se está llevando a la práctica para el desarrollo de las inteligencias múltiples y el fomento de la inclusión educativa.
Esta metodología activa mejora los resultados académicos de los estudiantes, situándose en un nivel por encima de las clases tradicionales ya que los alumnos tienen la oportunidad de ser agentes activos y formarse practicando.
La transdisciplinariedad de la metodología STEAM en la educación superior pretende evitar que se lleven a cabo acciones aisladas, desarrollando diferentes enfoques metodológicos para la resolución de problemas.
Existen países con un gran interés en el desarrollo social, tecnológico y económico lo que se ve reflejado en el fomento de la educación STEAM en los estudios superiores. Además, la Comisión Europea ha hecho una serie de recomendaciones a los países miembros de la UE que se puede apreciar en sus currículos y ha llevado a cabo distintos proyectos para su fomento como el proyecto KIKS, dirigido a alumnado de secundaria, o el proyecto STEAM-ACTIVE, a nivel universitario.

## Aspectos metodológicos
Esta metodología tiene relación con el paradigma constructivista del aprendizaje, el cual considera que aprender significa transformar el conocimiento por parte del alumno. Y para ello, es ideal crear escenarios donde estos puedan implicarse en sus proyectos de aprendizaje. Los entornos de aprendizaje constructivistas (en adelante EAC) son propuestas que parten de un problema, pregunta o proyecto donde se ofrece al discente diferentes sistemas de interpretación con el fin de resolver el problema y hallar las respuestas.
La Educación STEAM basa su funcionamiento en el Aprendizaje Basado en Problemas, desarrollando de esta forma el aprendizaje cooperativo y colaborativo para que la tarea llegue a buen término. Para lograr llevar a cabo satisfactoriamente los proyectos o tareas que se proponen, es muy importante la comunicación, el debate y el contraste argumentado de opiniones. Por todo ello, fomenta el desarrollo del pensamiento crítico de los estudiantes.
Por otra parte, esta metodología aporta un rasgo o carácter innovador dentro de las aulas, lo que da la oportunidad a los estudiantes para que desarrollen su creatividad. Uno de los beneficios que otorga esta metodología es que, al tratar de desarrollar en ellos un aprendizaje significativo, los estudiantes se percatan de que las ciencias tienen un carácter práctico, aplicable a muchas situaciones a las que están familiarizados, desechando la percepción de que la Ciencia o las Matemáticas no pueden ser aplicables a la realidad.
Además, se incorporan las TIC en el aula. Todo ello dota de autonomía al estudiante, el cual debe trabajar en su tarea o dentro del proyecto para poder finalizar exitosamente.
Algunas de las técnicas de trabajo empleadas en los proyectos STEAM son las siguientes:
- Aprendizaje Basado en Proyectos
- Aula invertida
- Aprendizaje significativo
- Aprendizaje cooperativo
- Jigsaw o grupos de expertos[11]

Los enfoques pedagógicos aplicados en el ámbito STEM con mayor frecuencia son: la instrucción directa tradicional, el aprendizaje colaborativo, la instrucción diferenciada y el aprendizaje basado en proyectos o problemas. A pesar de que el enfoque metodológico sigue teniendo un cariz tradicional se aprecia una evolución en el proceso de evaluación con una clara predominancia de los procesos de evaluación formativa. A continuación vemos las metodologías presentes en la Educación STEAM actualmente:
- Aprendizaje basado en proyectos o problema: se caracteriza por tratar al alumnado como principal protagonista y de incluir[28] una pregunta o problema real, un proceso de investigación, una reflexión, un proceso de crítica y revisión y por último, un producto final que suele ser tangible. Por otro lado, el aprendizaje basado en problemas puede tratarse de un documento o presentación y suele ubicarse en el contexto de una sola asignatura y tener una duración más corta.[29]

- Aprendizaje colaborativo: conjunto de métodos instruccionales que se apoyan en diferentes estrategias para favorecer el desarrollo de habilidades de aprendizaje del alumnado,[30] de forma que cada uno de los alumnos de un grupo comparte la responsabilidad en la adquisición de los aprendizajes.[31]

- Aprendizaje integrado: basado en ideas contemporáneas e integradoras, que mediante el trabajo interdisciplinar proporciona una visión global que permite dar significado a los aprendizajes mediante la participación activa.[32][33]

- Aprendizaje personalizado: el papel protagonista es el alumno. El aprendizaje se adapta a cada uno de los alumnos: ritmo de aprendizaje, objetivos, contenido y el método de enseñanza pueden variar en función del alumno para que sus resultados académicos sean exitosos.[34]

- Aprendizaje reflexivo o por indagación: se basa en la inmersión de los estudiantes en el proceso de investigación.[35] El alumno es el centro del proceso de enseñanza-aprendizaje: reflexiona, indaga e investiga las cuestiones planteadas, construyendo su propio conocimiento con la guía y acompañamiento del docente.[35] El alumno desarrolla habilidades propias de la dinámica científica: formulación de preguntas, plantear y llevar a cabo una metodología de investigación, analizar los resultados, elaborar unas conclusiones y abrir espacios de discusión y socialización.[36] Por otro lado, el docente es el facilitador y sus recursos serán los cuestionamientos.[37]

- Cultura/espacios maker: nuevo movimiento consistente en la creación de materiales personalizados mediante las nuevas tecnologías.[38] Los espacios maker son lugares en los que la gente se reúne para compartir materiales y conocimientos; trabajar en proyectos; construir cosas; y establecer relaciones y contactos.[38]

- Enseñanza a través de experimentos: construcción de conocimientos a partir de la experimentación y la aplicación del método científico.[39] El siglo XX está marcado por el objetivo de hacer universal la educación científica en la escuela y enfatizar la importancia de comenzar el estudio experimental a la edad más temprana posible; de manera que los niños puedan aprender a adquirir conocimientos desde la experiencia, convirtiendo la observación y la experimentación en hábitos.[40]

- Enseñanza entre pares: basada en el hecho de que el nivel de aprendizaje y de logro de objetivos aumenta tras haber realizado un trabajo previo de discusión y contraste de respuestas con otros estudiantes de una misma aula. Estos estudiantes poseen características similares en cuanto a vocabulario y eso permite que la comunicación sea más clara y efectiva.[41]

- Aula invertida: enfoque pedagógico se propone que los estudiantes realicen fuera del aula un trabajo previo de adquisición de conocimientos a través de la visualización de videos (entre otras cosas) sobre el contenido que están trabajando para luego invertir el tiempo en el aula en llevar a cabo procesos más prácticos y participativos en el aula.[42]

- Instrucción diferenciada: proceso de asegurarse de que el método de enseñanza se aproxime al estilo de aprendizaje, intereses o nivel académico de partida de cada alumno.[43] Puede llevarse a cabo desde cuatro vías distintas: a través del contenido, del proceso, del producto o del entorno de aprendizaje. Los procesos de instrucción diferenciada dan un gran valor a la evaluación inicial, centrándose en los intereses y preferencias del alumnado o identificando los conocimientos previos.[43]

- Instrucción directa tradicional: concede el rol central a la figura del docente, que asume la responsabilidad de transmitir el conocimiento. Esta metodología relega la figura del alumno a un elemento meramente pasivo, que recibe la instrucción y, en algunos casos, solo debe reproducirla a posteriori. Además, no promueve el análisis y el pensamiento crítico y los contenidos se consideran como un elemento final.[44]

- Robótica educativa: es una de las metodologías más destacadas en las áreas que constituyen STEAM.[45][46] Las actividades llevadas a cabo tienen como fin último la resolución de problemas, el desarrollo del pensamiento lógico, la actitud crítica y la creatividad.[47]

## Educación STEAM en la práctica
Las prácticas de STEAM a nivel mundial han logrado impulsar la innovación, el desarrollo de capacidades en torno al pensamiento innovador, científico y creativo orientado a la solución de situaciones problemáticas.
Múltiples entidades y expertos han analizado iniciativas lideradas por entidades públicas, privadas, organizaciones que aportan experiencias y reflexiones en diversos contextos y niveles educativos, otorgando una valoración positiva sobre sus efectos y resultados.
Se han encontrado importantes vínculos entre las relaciones establecidas entre los individuos que forman la sociedad, la disciplina científica y el avance de la tecnología, considerado un elemento fundamental para la formación de estudiantes que cuenten con las habilidades del siglo XXI.
Sin embargo, existen aún dificultades para la implementaciónde la educación STEAM, principalmente por la capacitación docente, junto con una adecuada planeación curricular y la preparación institucional necesaria para llevar a cabo estos proyectos.

## Soluciones para la educación STEAM
Cuando mencionamos los problemas con los que nos encontramos a la hora de implementar la educación STEAM no podemos detenernos en una mera detección, sino que, debemos plantearnos cómo favorecer una enseñanza de las Ciencias. La Comisión Europea establece los siguientes puntos para la correcta implementación de la educación STEAM:
- La formación científica debe entenderse como una formación continua durante toda la vida. Las políticas y los sistemas educativos deberían asegurarse de que la ciencia es un componente esencial en la educación obligatoria para todos los estudiantes y desde edades tempranas. Además, debe estar al alcance de todos.
- La educación científica ha de ser interdisciplinar. STEM debe ser extensible a todas las materias y disciplinas. Las instituciones educativas deben impulsar la importancia de la educación científica como medio de adquisición de las competencias clave; el objetivo es facilitar la transición de la ‘educación para la empleabilidad’. Es fundamental que los alumnos sean capaces de aprender sobre ciencia a través de otras asignaturas y viceversa. También se deben fortalecer las conexiones y sinergias entre ciencia, creatividad, emprendimiento e innovación.
- La calidad de la formación docente debe mejorar en los ámbitos didáctico y disciplinar, desde la formación inicial hasta la continua. El desarrollo profesional continuo (CPD) debe convertirse en un requisito y un derecho para todos los profesores a lo largo de su carrera docente.
- La colaboración entre educación formal y no formal, empresa, investigadores y sociedad civil también debe mejorar, para asegurar la participación de todos los actores sociales.
- Es necesario promover la investigación e innovación, y la comprensión pública de la ciencia.
- La innovación y la educación científica deben estar conectadas a nivel local, regional, nacional, europeo e internacional, teniendo en cuenta las necesidades de la sociedad y los acontecimientos mundiales.

## Dificultades de la implantación de la educación STEAM
Los datos ofrecidos por el informe Scientix indican que más de la mitad del profesorado no participa anualmente en acciones formativas de desarrollo profesional relativas al uso de las TIC o sobre iniciativas innovadoras en el marco STEM.
Los factores más significativos que afectan negativamente a la enseñanza STEM son: La presión para preparar a los alumnos para exámenes o test, un apoyo técnico insuficiente para los profesores, la organización del espacio escolar o limitaciones presupuestarias.
Analizando de manera cuantitativa estos datos, se puede observar que una amplia mayoría de las dificultades esgrimidas por los docentes participantes tienen un marcado carácter técnico o de gestión administrativa de recursos.
Aproximadamente la mitad del profesorado consultado refiere ausencia de interés por este enfoque pedagógico. Del mismo modo, la ausencia de apoyo técnico, combinada con la no disponibilidad de recursos materiales (Ordenadores, conexión a internet, pizarras digitales) tiene un alto impacto en el desarrollo de estas metodologías.